# Alida Dzaltur
Alida Dzaltur (* 20. August 2001 in Krefeld) ist eine deutsch-serbische Fußballspielerin.

## Karriere
Alida Dzaltur begann ihre Fußballkarriere in ihrer Heimatstadt Krefeld bei SuS 08 Krefeld und bei SC Bayer 05 Uerdingen. Zur Saison 2016/17 wechselte sie in die Jugendabteilung des Erstligisten SGS Essen. Nach einer Saison in der B-Jugend wurde sie in den Kader der ersten Mannschaft berufen. Ihr Debüt im Seniorenbereich gab sie am 8. November 2017 beim DFB-Pokal-Spiel gegen den 1. FC Neubrandenburg 04. In der 60. Minute wurde sie für Ina Lehmann beim 10:0-Sieg eingewechselt. Eine Woche später gab sie bei der Partie zwischen der SGS Essen und dem FF USV Jena ihr Debüt in der Frauen-Bundesliga. In der 85. Minute wurde sie für Jacqueline Klasen eingewechselt und die Essener Mannschaft konnte das Spiel 6:0 gewinnen.
Nachdem Alida Dzaltur in der Saison 2018/19 nur in der zweiten Mannschaft von Essen, welche in der 2. Frauen-Bundesliga spielte, zum Einsatz kam, wurde sie in der Saison 2019/20 wieder in der ersten Mannschaft eingesetzt. Im DFB-Pokal 2019/20 kam sie im Viertelfinalspiel gegen den 1. FFC Turbine Potsdam zum Einsatz, welches die Mannschaft aus Essen mit 3:1 gewinnen konnten. Die Essener Mannschaft konnte zudem in das Finale des DFB-Pokals einziehen, wo sie erst im Elfmeterschießen den VfL Wolfsburg unterlagen.

## Erfolge
- DFB-Pokal-Finalist: 2019/20